# Адамец, Ладислав
Ладислав Адамец (чеш. Ladislav Adamec, 10 сентября 1926, Френштат-под-Радгоштем — 14 апреля 2007, Прага) — премьер-министр Чешской социалистической республики в марте 1987 — октябре 1988 и Чехословакии в октябре 1988 — декабре 1989, генеральный секретарь Коммунистической партии Чехословакии в декабре 1989 — сентябре 1990.

## Биография
Родился в шахтерской семье, до окончания Второй мировой войны был рабочим. Закончил коммерческое училище. В 1946 г. вступил в КПЧ. Затем работал руководителем отдела, заместителем директора, начальником отдела кадров, а с 1960 г. — директором завода "МЭЗ-Френштат". В 1960—1962 гг. — председатель комиссии по региональному планированию и заместитель председателя регионального национального комитета в Остраве. В 1963—1969 гг. — заведующий отделом машиностроения, металлургии и химии, затем заведующий экономическим отделом ЦК КПЧ.
В 1961 году окончил Высшую партийную школу при ЦК КПЧ, а позже аспирантуру при Высшей экономической школе в Праге. В 1966 г. был избран в ЦК партии. В событиях 1968 года участия не принимал, что позволило ему продолжить политическую карьеру.
В 1969 году был назначен заместителем, а в 1986 году — первым заместителем председателя правительства Чешской социалистической республики (ЧСР). С 1987 года — заместитель председателя правительства Чехословакии и председатель правительства ЧСР.
С 1969 года избирался депутатом Чешского национального совета, а с 1971 года — Национального собрания ЧССР. Являлся депутатом Федерального Собрания Чехословакии до её распада на два самостоятельных государства.
В 1987—1989 гг. избирался членом Президиума ЦК КПЧ. В 1988 г. был назначен премьер-министром ЧССР, но уже через год он столкнулся с Бархатной революцией. Глава правительства согласился на некоторые реформы, но они не могли удовлетворить протестующих. В декабре 1989 г. был вынужден уйти в отставку, уступив премьерство активному реформатору Мариану Чалфе. После этого он был избран председателем Коммунистической партии, однако не смог приспособиться к новым условиям и продержался на посту менее года. 
В 1996 г. безуспешно пытался вернуться в политику, выдвинув свою кандидатуру от Коммунистической партии Чехии и Моравии на сенатских выборах и получив 16 % голосов.